# Порошин, Василий Алексеевич
Василий Алексеевич Порошин (7 июня 1938, с. Петрова Речка, Зыряновский район, Восточно-Казахстанская область, Казахская ССР) — советский и российский военачальник, вице-адмирал. Вице-президент международной ассоциации общественных организаций ветеранов ВМФ. Полный кавалер ордена «За службу Родине в Вооруженных Силах СССР» 3-х степеней.

## Биография
В. А. Порошин родился 7 июня 1938 года в поселке лесозаготовителей Петрова Речка, Зыряновского района, Восточно-Казахстанской области. Район наиболее удаленный от всех морей и океанов. В 1955 году окончил среднюю школу в г. Ряжске, Рязанской области и попытался поступить в ВВМУ им. М. В. Фрунзе, но не прошел по конкурсу. Поступил в это училище в 1956 г., окончил артиллерийский факультет в 1960 г. с золотой медалью, но был направлен служить не на флот, а в РВСН. В 1961 г. поступил в академию им. А. Ф. Можайского, которую окончил в 1966 г. и с большим трудом, после обращения к Главкому ВМФ, был направлен служить на подводные лодки на Краснознаменный Северный Флот (Северодвинск).
Первая должность — командир БЧ 2-3 ПЛ С-158, проекта 644, с крылатыми ракетами. В 1967 г. ПЛ С-158 переведена на Краснознаменный Черноморский флот. В 1969 г. назначен старшим помощником командира ПЛ С-162 того же проекта. В 1972 г. после 5-летней службы на дизельных подводных лодках 644 проекта и обучения на 6-х Высших специальных офицерских классах ВМФ, назначен помощником командира РПК СН К-214 (первый экипаж), который через 2 недели уходил на боевую службу.
В октябре 1973 г. назначен старшим помощником командира РПК СН К-423 (бывший экипаж К-26). В октябре 1974 г. назначен на должность командира РПК СН К-214 (первый экипаж). В 1977 году первый экипаж РПК СН К-214 был объявлен лучшим среди полков и кораблей 1 ранга в Вооруженных Силах СССР. Осенью 1978 года назначен заместителем командира 19-й дивизии подводных лодок СФ.
В сентябре 1980 года назначен командиром 19-й дивизии подводных лодок СФ. В 1981—1983 годах дивизия выполнила наибольшее количество боевых служб. По итогам 1982 учебного года дивизия объявлена лучшим соединением Вооруженных Сил СССР. Порошин был награждён орденом «За службу Родине в Вооруженных силах СССР» 1 степени, в числе первых 3 человек награждённых этим орденом. В 1983 г. направлен на обучение в Военную академию Генерального штаба Вооруженных Сил имени К. Е. Ворошилова. После её окончания в 1985 году назначен начальником штаба 3-й флотилии ПЛ СФ. К этому времени в составе флотилии были 3 дивизии РПК СН и формировалась новая дивизия многоцелевых подводных лодок.
В 1988 году назначен заместителем командующего Северным флотом по боевой подготовке. Боевой подготовкой флота много сделано для повышения качества боевой подготовки соединений и частей флота. Неоднократно руководил ликвидацией последствий аварий на кораблях флота.
Уволен в запас в 1994 году. В 2006 году избран первым вице-президентом Международной ассоциации общественных организаций ветеранов ВМФ и моряков подводников.